# Липтобиолиты
Липтобиолиты (греч. λειπτος) — оставшийся, остаточный) — это ископаемые угли, относящиеся к классу липоидолитов и состоящие из устойчивых в процессе гумификации растительных компонентов: оболочек спор, кутикулы, пробковой ткани коры и смоляных тел. По содержанию углерода и кислорода липтобиолиты близки к гумолитам, а по содержанию водорода — к сапропелитам.
По преобладанию тех или иных микрокомпонентов различаются споровый, кутикуловый, смоляной (резинитовый), коровый (субериновый) типы липтобиолитов. Внешний вид липтобиолитов зависит от слагающих его микрокомпонентов.